# 塞雷布里亞 (莫希利夫-波迪利斯基區)
48°27′37″N 27°43′35″E / 48.46028°N 27.72639°E

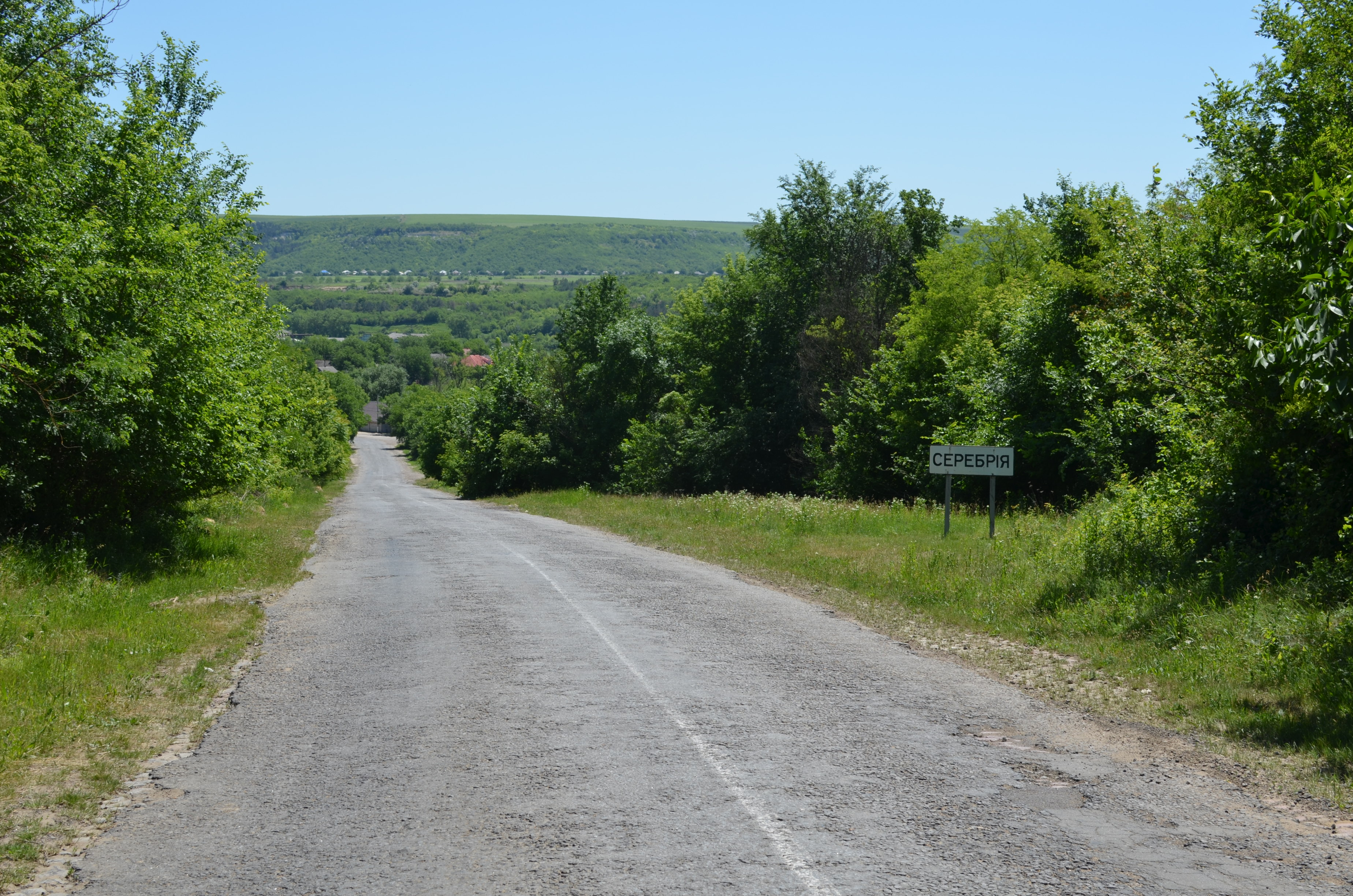
通往村庄的道路

塞雷布里亚（羅馬化：Serebriua）是位於烏克蘭西南部文尼察州莫希利夫-波迪利斯基区莫希利夫-波迪利斯基市镇的村莊，始建於1442年，面積4.12平方公里，海拔高度95米，2001年人口3,022，人口密度每平方公里733.5人。